# رافاييل كاستيلو
رافاييل كاستيلو (بالإسبانية: Rafael Castillo Lazón)‏ هو لاعب كرة قدم ومدرب كرة قدم بيروفي، ولد في 26 سبتمبر 1960 في بيرو. لعب مع كارلوس مانوتشي ‏.

## وصلات خارجية
- رافاييل كاستيلو على موقع قاعدة بيانات كرة القدم.إي يو (الإنجليزية)